# Tilgrup
De Tilgrup (Stellingwerfs en officieel: De Tillegröppe) is een beek in het natuurgebied het Drents-Friese Wold.
De Tilgrup is een grotendeels gekanaliseerde beek, die van noordoost naar zuidwest langs de boswachterijen Appelscha en Smilde en door het Dieverveld naar de Vledder Aa stroomt. Deels vormt de beek de grens tussen de provincies Friesland en Drenthe. Een deel van het stroomgebied van de beek behoort tot het natuurpark het Drents-Friese Wold. De beek is in het midden van de 20e eeuw gekanaliseerd om samen met de Vledder Aa te zorgen voor de afwatering van het gebied ten zuidwesten van Smilde.

## Herstel beekdalen
In het begin van de 21e eeuw zijn de beekdalen van de beide beken weer door Natuurmonumenten over een lengte van zeven kilometer hersteld. Het bijbehorende natuurterrein beslaat circa 65 hectare. Naar verwachting zullen de ingrepen leiden tot een gevarieerder flora en fauna.
De verbinding met de Drentsche Hoofdvaart via de Witte Wijk was kunstmatig en diende voor de afwatering. Het probleem was dat in droge tijden gebiedsvreemd en vervuild water door de beek stroomde. Na de reconstructie van de beekdalen behoort deze invoer van gebiedsvreemd water tot het verleden.